# Федосеев, Андрей Анатольевич
Андрей Анатольевич Федосеев (род. 9 мая 1965) — советский и российский игрок в хоккей с мячом, полузащитник. Президент (1999—2003), с 2021 года — директор хоккейного клуба «Сибсельмаш».

## Карьера
Заниматься хоккеем с мячом начал в 1976 году в школе новосибирского «Сибсельмаша».
Практически всю игровую карьеру провёл выступая за «Сибсельмаш». Лишь на раннем этапе карьеры один сезон провёл в новосибирской «Заре», а в 1991—1993 годах — в первоуральском «Уральском трубнике».
В чемпионатах СССР провёл 90 игр, забил 32 мяча (все — «Сибсельмаш»), в чемпионатах России — 124 игры, 53 мяча («Сибсельмаш» — 99; 38; «Уральский трубник» — 25; 15)
Привлекался в 1990 году в сборную СССР для участия в Международном турнире на приз газеты «Советская Россия».
Завершив игровую карьеру в «Сибсельмаше», был президентом клуба и директором школы «Сибсельмаша» в 1999—2003 годах.
В апреле 2021 года вновь возглавил руководство «Сибсельмаша» в должности директора клуба.

## Достижения
Клубные 

 Чемпион России — 1995 

 Серебряный призёр чемпионата России — 1994, 1996, 1997 

 Финалист Кубка России — 1994, 1996 

 Финалист Кубка европейских чемпионов — 1995 

 Чемпион РСФСР — 1986, 1988 

 Серебряный призёр чемпионата России по мини-хоккею — 1994
В сборной 

 Бронзовый призёр Международного турнира на приз газеты «Советская Россия» — 1990 

 Серебряный призёр чемпионата мира среди юниоров — 1984
Личные
- В списке 22-х лучших игроков сезона — 1994, 1995, 1996
- Лучший полузащитник сезона — 1995
- Лучший игрок «Сибсельмаша» — 1997

### Комментарии
1. ↑  Количество игр и голов за клуб(ы) в высшем дивизионе чемпионатов СССР/СНГ/России